# ایلزهوفن
شهر ایلزهوفندر ایالت بادن-وورتمبرگ در کشور آلمان واقع شده‌است.